# يوجينة جذابة
يوجينة جذابة (الاسم العلمي: Eugenia amoena) هي نوع من النباتات تتبع جنس اليوجينة من فصيلة الآسية.